# ويليام وود (سياسي نيوزلندي)
ويليام وود (بالإنجليزية: William Wood)‏ هو سياسي نيوزلندي، ولد في 1827، وتوفي في 30 أغسطس 1884. انتخب عضو مجلس النواب النيوزيلندي.